# Tromøybrua
Tromøybrua – most wiszący w Norwegii, łączący przedmieścia miasta Arendal z miejscowością Gjerstad na wyspie Tromøya. Długość mostu wynosi 400 m. Most został zbudowany i otwarty w 1961 roku.